# Wilbur (Name)
Wilbur ist ein männlicher Vorname und ein Familienname.

## Herkunft und Bedeutung
Der Name ist im englischen Sprachraum gebräuchlich und wird besonders in den USA vergeben. Die ursprüngliche Bedeutung ist Wildschwein, vgl. englisch wild boar.

## Namensträger

### Vorname
- Wilbur Campbell (1926–1999), US-amerikanischer Jazz-Schlagzeuger
- Wilbur J. Cohen (1913–1987), US-amerikanischer Politiker
- Wilbur Lucius Cross (1862–1948), US-amerikanischer Politiker
- Wilbur Henry (1897–1952), US-amerikanischer American-Football-Spieler und -Trainer
- Wilbur Richard Knorr (1945–1997), US-amerikanischer Mathematikhistoriker
- Wilbur Little (1928–1987), US-amerikanischer Jazz-Bassist
- Wilbur Daigh Mills (1909–1992), US-amerikanischer Politiker
- Wilbur De Paris (1900–1973), US-amerikanischer Jazz-Komponist
- Wilbur Ross (* 1937), US-amerikanischer Unternehmer und Politiker
- Wilbur F. Sanders (1834–1905), US-amerikanischer Politiker
- Wilbur Scoville (1865–1942), US-amerikanischer Pharmakologe
- Wilbur A. Smith (1933–2021), britischer Schriftsteller
- Wilbur Thompson (1921–2013), US-amerikanischer Leichtathlet
- Wilbur Ware (1923–1979), US-amerikanischer Jazz-Bassist
- Wilbur Wright (1867–1912), US-amerikanischer Flugzeugbauer

### Familienname
- Claire Wilbur (1933–2004), US-amerikanische Schauspielerin und Filmproduzentin
- Crane Wilbur (1886–1973), US-amerikanischer Filmschaffender
- Curtis D. Wilbur (1867–1954), US-amerikanischer Politiker
- George P. Wilbur (1941–2023), US-amerikanischer Stuntman und Schauspieler
- Ray Lyman Wilbur (1875–1949), US-amerikanischer Politiker
- Richard Wilbur (1921–2017), US-amerikanischer Schriftsteller und Übersetzer
- Ronnie Wilbur, US-amerikanische Sprachwissenschaftlerin

### Fiktion
- Dr. Wilbur Wonka, fiktive Figur aus dem Film Charlie und die Schokoladenfabrik (2005)
- Wilbur und Charlotte, Kinderbuch von Elwyn Brooks White
- Albatros Wilbur aus dem Zeichentrickfilm Bernard und Bianca im Känguruland